# Blätterton von Wischgrund
Der Blätterton von Wischgrund, eine unter Fachleute international bekannte Fossillagerstätte, ist Teil der geologischen Schichtenfolge des jüngeren Tertiärs der Niederlausitz (Brandenburg).
Er ist nach dem ehemaligen Ort Wischgrund bei Lauchhammer benannt, wo er in einer Tongrube aufgeschlossen war, bevor er durch den Braunkohlentagebau Klettwitz abgebaggert wurde. Es ist eine pflanzenfossil-führende Tonschicht mit zahlreichen gut erhaltenen Pflanzenabdrücken, vor allem Blättern, von denen nur in seltenen Fällen die Kutikula erhalten ist.

## Lage
Im Bereich des ehemaligen Tagebaus Klettwitz im Niederlausitzer Braunkohlenrevier.

## Geologische Situation
Die Niederlausitz liegt in der Nordwesteuropäischen Tertiärsenke. Das Jungtertiär (Neogen) ist hier geprägt vom Wechsel zwischen flachmarinen/brackischen Ablagerungen der Paläo-Nordsee und fluviatilen Schüttungen vom südlichen Festland und wiederholt ausgedehnter Bildung von Braunkohlenflözen. Die jüngsten Ablagerungen des Tertiärs mit dem 1. Lausitzer Flöz wurden während des Pleistozäns großflächig erodiert. Die stehengebliebenen Reste werden als Tertiärhochflächen bezeichnet. Der Blätterton von Wischgrund, ein Altwasser-Sediment, war auf der Klettwitzer Tertiär-Hochfläche etwa 5,50 m über dem 1. Lausitzer Flözhorizont linsenförmig in eine Folge von Flusssanden des Ältesten Senftenberger Elbelaufs eingelagert. Während der Ablagerung des Tones wurden zahlreiche Pflanzenreste, vor allem beim herbstlichen Laubfall, in das Altwasser hineingeweht oder gespült, die heute als gut erhaltene Pflanzenfossilien Auskunft über die Vegetation vor 10 Millionen Jahren geben.
In der Tongrube Wischgrund war dieser Ton viele Jahre aufgeschlossen. Die Linse hatte eine Verbreitung von mindestens 70 m. Weitere gleichaltrige Altwasser-Tonlinsen, z. B. bei Bergheide, wurden durch den Tagebau Klettwitz angeschnitten und waren nur kurzzeitig zugänglich. Die Vorkommen wurden alle durch den Tagebau Klettwitz abgebaggert.

## Stratigraphische Einstufung
Die Makroflora des Blättertons von Wischgrund entspricht dem Florenkomplex „Schipkau“ (Makroflorenzone XIII) nach Mai, der stratigraphisch in die Mühlrose-Schichten der Rauno-Formation, unteres Obermiozän (Tortonium) gestellt wird. Auch Pollenuntersuchungen weisen auf Obermiozän hin.

## Fossil-Material
Eine umfangreiche Sammlung vor allem aus dem Blätterton von Wischgrund (über 11000 Tonplatten) gehört zur Niederlausitz-Sammlung der Städtischen Sammlungen Cottbus, Bereich Geologie. Sie wurde zwischen 1974 und 1986, kurz vor der Abbaggerung durch den Tagebau Klettwitz, auf geologischen Grabungen des Cottbuser Museums unter Leitung von Ursula und Rolf Striegler gesammelt. Auch im Museum für Naturkunde Berlin und im Museum für Mineralogie und Geologie Dresden befindet sich Material aus Wischgrund.

### Auswertung der Fossilfunde
Ausführlich werden die Untersuchungsergebnisse von U. Striegler zusammengefasst und ausgewertet, worauf sich dieser Artikel vor allem bezieht.
Die erste Erwähnung des 1921 erschlossenen Blättertons von Wischgrund erfolgte durch Hess von Wichdorff 1926. Erste Bestimmungen der Fossilien kamen von Menzel, Gothan & Sapper 1933. Außerdem lieferten Kirchheimer (1937), Mai (1967), Jähnichen et al. (1980) Krutzsch & Mai (1967) paläobotanische Veröffentlichungen.
Neuere Bearbeitungen stammen von U. Striegler (Blätter) 1985, 2017, 2021, Fischer (Blätter anatomisch) 1992, Mai (Samen, Früchte und Makrosporen) 1989, 2000, 2001, Médus (Pollen und Sporen) 2002.
Es wurden 78 Sippen von Blättern, 51 Sippen von Samen und Früchten und 82 verschiedene Pollen und Sporen bestimmt. Während die Blätter fast ausschließlich Gehölzen zuzuordnen sind, liefert die knappe Hälfte der Samen und Früchte bzw. Pollen und Sporen Belege für die krautige Flora. Die Pflanzenreste lassen sich größtenteils sommergrünen temperaten Floren zuordnen. Nur 17 % der Blätter, 22 % der karpologischen Reste und 11 % der Sporen und Pollen gehören zu immergrünen Arten.
Da die fossilen Blätter zum größten Teil als Abdrücke mit einem dünnen Brauneisenbelag vorliegen, musste die Bestimmung überwiegend morphologisch erfolgen. Nur wenige Ausnahmen ließen eine anatomische Untersuchung zu.
Als Ergebnis kann man sich einen sommergrünen Urwald mit teilweise immergrünem Unterwuchs in der Flussniederung der Ur-Elbe vorstellen.
Pflanzenreste der azonalen Vegetation lassen sich Sumpf- und Auwäldern zuordnen.
Der Sumpfwald wird durch Sumpfzypresse (Taxodium dubium) charakterisiert. Weitere Komponenten sind Tupelobaum (Nyssa cf. haidingeri / N. ornithobroma), Birke (Betula cf. subpubescens). Auch der Gagelstrauch (Myrica lignitum) lässt sich hier einordnen.
Wichtigste Gehölze des Auwaldes sind Amberbaum (Liquidambar europaea und L. triloba), weiterhin treten Ahorn (Acer tricuspidatum), Küstenmammutbaum (Sequoia abietina), Pappel (Populus balsamoides / P. latior, P. populina), Parrotie (Parrotia pristina), Fieberbaum (Sassafras ferretianum), Erle (Alnus julianiformis, A. cf. adscendens), Birne (Pyrus wischneideri), Ulme (Ulmus fischeri, U. pyramidalis), Kuchenbaum (Cercidiphyllum crenatum), Weide (Salix varians, S. cf. longa), Zelkove (Zelkova zelkovifolia) u. a. auf.
Die zonale Vegetation ist durch Gehölze des Fagaceaenwaldes vertreten. Diese außerhalb der Flussniederung weit verbreiteten Wälder dringen in der Flussniederung inselartig auf Bereichen oberhalb der Hochwasserlinie vor.
Einerseits sind es trockenere Standorte mit überwiegend Eiche (Quercus), wie verschiedene Arten der Sektion Cerris, außerdem Quercus pseudocastanea, sowie einen Kiefernanteil mit Pinus cf. hepios / P. hampeana, andererseits frische Standorte mit vorherrschend Buche (Fagus), vertreten durch Fagus menzelii und F. cf. silesiaca var. gozdnicensis. Im Unterwuchs sind auch immergrüne Sträucher anzutreffen.
Weitere Arten des Fagaceaenwaldes sind Ulme (Ulmus ruszovensis), Sauerdorn (Berberis sp.), Kastanie (Castanea cf. sativa), Hickorynuss (Carya serrifolia), Hainbuche (Carpinus grandis), Stechdorn (Paliurus tiliifolius / P. favonii), Birke (Betula cf. plioplatyptera) u. a.
Unter den immergrünen Blatt-Vertretern ist der Isu-Baum (Distylium fergusonii) am häufigsten. Weitere Vertreter sind Eiche (Quercus (Cyclobalanopsis) wischgrundensis und cf. Qu. rhenana) sowie ein Teestrauchgewächs (Ternstroemites klettwitzensis), Kopfeibe (Cephalotaxus ex gr. harringtonia fossilis), Feuerdorn (Pyracantha pseudococcinea) u. a., sehr selten Magnolie (cf. Magnolia kristinae / M. ludwigii), Stechwinde (aff. Smilax sp.) und ein Malvengewächs (Laria cf. rueminiana), außerdem die nur durch karpologische Reste belegten Arten, wie die Saphirbeergewächse Sphenotheca incurva und Saphirbeere (Symplocos lignitarum), die Hartriegelgewächse Eomastixia saxonica und der Granatapfel (Punica antiquorum).
Bei den krautigen Gewächsen wurde nur Königsfarn (Osmunda) als Blattart nachgewiesen.
Von den karpologischen Resten, die zum größten Teil Sumpf- und Wasserpflanzen vertreten, sind nur Wassernuss (Hemitrapa heissigii) und die Seerose Eoeuryale germanica häufig.
Die meisten Hinweise auf vorhandene Kräuter erhält man über Pollen- und Sporenuntersuchungen. Folgende Sippen sind mit abnehmender Häufigkeit zu verzeichnen: Ranunculaceae, Cyperaceae, Rosaceae, Leguminosae, Sparganium, Poaceae, Trapa, Labiatae, Lotus–Typ, Lemna, Lythrum, Rumex, Ludwigia, Urtica, Sphagnum, Sedum, Epilobium, Saxifragaceae, Polygonum, Impatiens, Gentianaceae, Cichorieae, Osmunda, Alisma u. a. Von den durch Makrosporen nachgewiesenen Schwimmfarnen ist Azolla aspera häufig, seltener kommen Azolla tomentosa und Salvinia intermedia vor.
Ein Teil der nachgewiesenen Kräuter kann als Unterwuchs des Auwaldes, für den schon eine reiche Krautschicht typisch ist, z. T. auch des Fagaceaen-Waldes angenommen werden.
Aber der überwiegende Teil der erhaltenen Reste stammt von Kräutern, die in unmittelbarer Nähe des Altwassers wuchsen und sich Wasser- und Sumpfpflanzengesellschaften zuordnen lassen.
Für das Altwasser selbst gibt es Nachweise für einen Charophyten-Rasen und Submersengesellschaften mit Hornblatt (Ceratophyllum lusaticum, C. miocenicum), Heusenkraut (Ludwigia cuculifera). Flachwasser- und Schwimmblattgesellschaften sind belegt durch die frei schwebenden Wasserpflanzen Schwimmfarn (Azolla aspera, A. tomentosa, Salvinia intermedia), Wasserlinse (Lemna sp.) und Krebsschere (Stratiotes kaltennordheimensis) sowie die wurzelnden Schwimmblattpflanzen Wassernuss (Hemitrapa heissigii) und Stachelseerose Eoeuryale germanica.
Zum Röhricht gehören Riedgräser (Cyperaceae, u. a. Scirpus kononovii, Dichostylis pygmaeoides, Dulichium marginatum, Fimbristylis keilhackii), weiterhin Froschlöffel (cf. Alisma), Wasserweide (Decodon globosus), das Aronstabgewächs Epipremnites reniculus, Weidenröschen (Epilobium sp.), Wolfstrapp (Lycopus europaeus fossilis), Igelkolben (Sparganium sp.), Hornklee (Lotus-Typ), Blutweiderich (Lythrum sp.), das Nachtkerzengewächs Microdiptera menzelii, Knöterich (Polygonum sp.), Ampfer (Rumex sp.), Rohrkolben (Typha tambovica) und Hahnenfußgewächse (Ranunculaceae).

### Neue fossile Arten
Erstmals aus dem Blätterton von Wischgrund wurden folgende Arten beschrieben:
- Liquidambar triloba Gothan & Sapper 1933 (Dreilappiger Amberbaum)[10]
- Pyrus wischneideri Striegler, U. 2017 (Wilfrid Schneiders Birne)[8]
- Quercus wischgrundensis Striegler, U. 2017 (Wischgrund-Blau-Eiche)[8]
- Pyracantha pseudococcinea Striegler, U. 2021 (Pseudomittelmeer Feuerdorn)[11]
- Ternstroemites klettwitzensis Striegler, U. 2021 (Klettwitzer Teestrauch)[11]

### Rezente vergleichbare Arten
Heute trifft man vergleichbare Arten zur Wischgrund-Flora in sommergrünen Laubwäldern, seltener auch in Lorbeerwäldern im östlichen bis südöstlichen Nordamerika, Europa bis Transkaukasien-Nordiran und in der Sinojapanischen Region an.

## Klima
Aus der Zusammensetzung der Vegetation kann auf ein gemäßigtes humides Klima geschlossen werden, etwas wärmer als unser heutiges Klima:
Klimatyp T1/3.H1 der nemoralen Vegetationszone nach Schroeder (mittlere Julitemperatur 24–28°, Winter nicht unter −15°, ganzjährig humid, größte Niederschlagsmenge im Sommer).
Das deckt sich mit den Angaben für den Florenkomplexes „Schipkau“: (Cfa-Klima nach Köppen, gemäßigt, humid, Jahresmittel 13–15 °C, mittlere Julitemperatur 20–27 °C, mittlere Januartemperatur +1 °C bis −2,7 °C, mit regelmäßigen Winterfrösten, absolute Minima −15,5 °C, Jahresmenge der Niederschläge 500 bis 1300 mm).

## Rekonstruktion
Die Bearbeitung des Materials dient als Vorlage für den Niederlausitzer Tertiärwald, einen botanischen Garten der Erdgeschichte im Cottbuser Spreeauenpark, in dem mit rezenten vergleichbaren Gehölzen Landschaft und Pflanzenwelt das konkrete Fossilvorkommen des Blättertons von Wischgrund am Ufer der fossilen Elbe nachgestaltet wird.

## Ausstellung
In der naturkundlichen Ausstellung des Stadtmuseums Cottbus „Vom Dino-Ei zum Wolf“ sind auch repräsentative Fossilien aus dem Blätterton von Wischgrund zu sehen.